# Boston (danse)
Pour les articles homonymes, voir Boston (homonymie).
Le boston est une danse apparue vers 1880 aux États-Unis, dans la ville de Boston. Elle se danse sur un tempo lent à trois temps comme la valse lente ou la valse hésitation.
Les danseurs en couple fermé marchent en long pas glissés en ligne droite ou en tournant une valse au ralenti. Ils peuvent faire de nombreuses figures.

## Histoire
À Paris, à Londres et ailleurs, cette danse a eu énormément de succès dans les salons de danse entre 1895 et 1907[réf. nécessaire]. Contrairement aux États-Unis, cette version française se danse plus rapidement.
Son succès a plusieurs origines : c'est une danse reposante (après la polka ou la valse), élégante, facile à apprendre (plus facile que la valse, notamment).
- « On avait poussé les tables contre les banquettes de panne grise, et quelques couples bostonnaient sur le tapis pourpre, qu'adoucissaient encore les rideaux de guipure. » Roger Martin du Gard dans La belle saison, 3e tome des Thibault.